# Othresypna difformis
Othresypna difformis là một loài bướm đêm trong họ Noctuidae.